# Avanti (automóvil)
El Avanti (incluido el Avanti II) es un cupé de alto rendimiento estadounidense basado en el Studebaker Avanti, que fue comercializado a través de una sucesión de cinco acuerdos de propiedad diferentes entre 1965 y 2006.
Después de que Studebaker cerrara su fábrica de South Bend (Indiana) el 20 de diciembre de 1963, la empresa dejó de producir el automóvil con el año modelo de 1964. Sin embargo, gracias a un acuerdo con un productor independiente que adquirió los derechos necesarios, se siguieron fabricando automóviles que llevaban la placa de identificación Avanti, inicialmente a partir de componentes sobrantes de Studebaker, y más tarde a través de la Avanti Motor Company que utilizó chasis y motores de origen General Motors y Ford. Se fabricó un volumen pequeño y a menudo discontinuo de estos automóviles cada vez más modificados, antes de que cesara toda la producción en 2006.

## Avanti II

### Altman y Newman

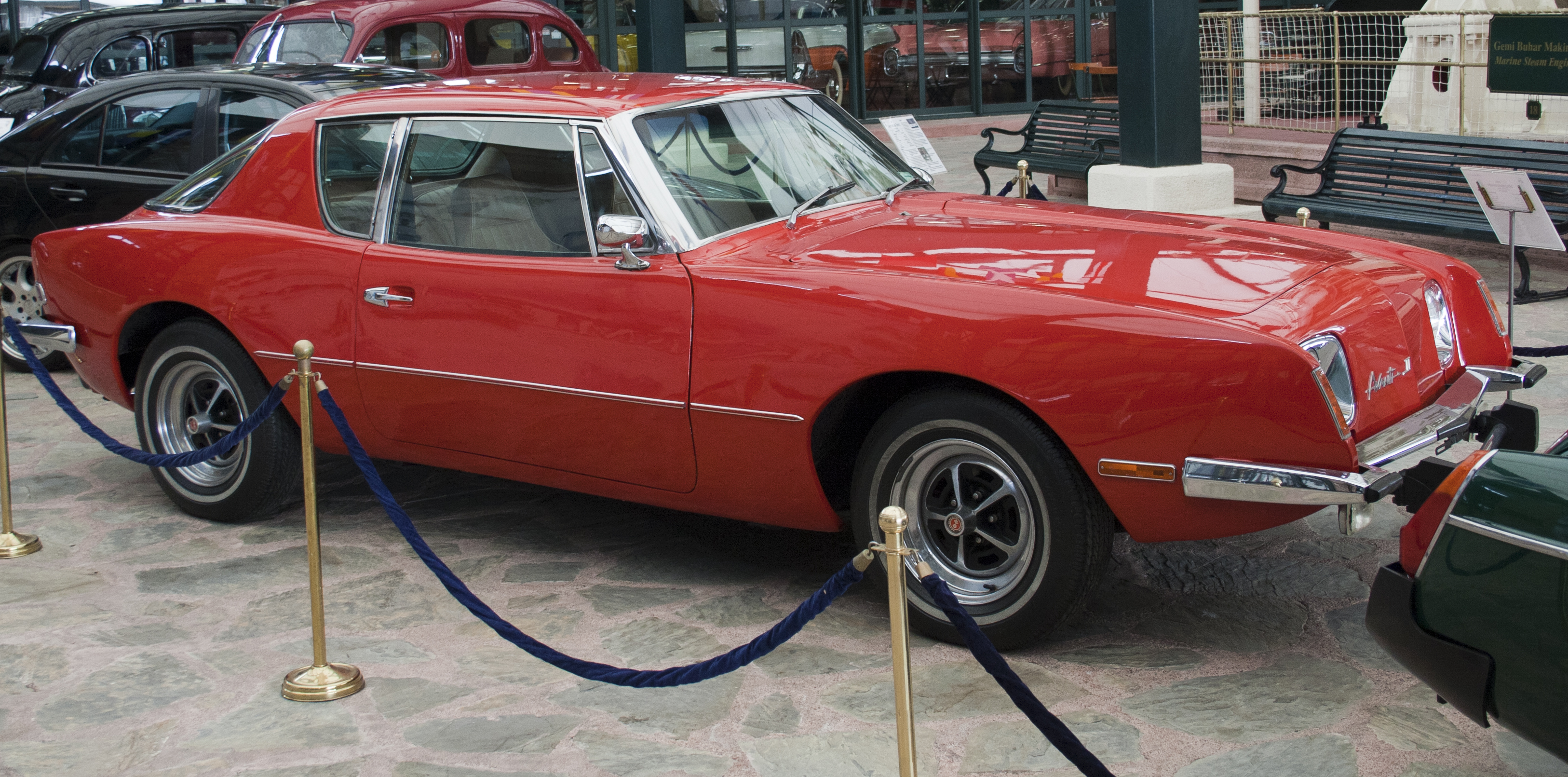
Avanti II de 1976

Después de que Studebaker finalizó la producción en South Bend el 20 de diciembre de 1963, los distribuidores locales de Studebaker, Nate y Arnold Altman y Leo Newman fundaron la Avanti Motor Corporation, que construyó a mano una pequeña cantidad de automóviles. Leo Newman dirigía la división de repuestos para los camiones Studebaker, lo que permitió que la empresa fuera rentable desde un principio. Según Stu Chapman, director de publicidad y relaciones públicas de Studebaker de 1964 a 1966, en su libro 'My Father The Car: Memoirs Of My Life With Studebaker', se habló con Studebaker de reintroducir el Avanti en las salas de exhibición de los concesionarios de Studebaker en 1965/66, junto con planes ambiciosos para cambiar el nombre de un Isuzu Bellett como un Studebaker de nivel básico para combinarlo con los modelos Studebaker que todavía fabricaba Canadian Motor Industries.
Los hermanos Altman introdujeron una versión ligeramente modificada del automóvil en 1965 bajo la marca "Avanti II", que inicialmente tenía un motor de 327 plg³ (5,4 L) procedente del Chevrolet Corvette. Esto evolucionó al 400, luego al 350 y finalmente al 305 para 1981. El motor V8 de 305 plg³ (5 L) disponía de control electrónico, una potencia de 155 HP (116 kW) y transmisión automática Turbo 350 de GM con convertidor de par. La construcción de uno de los Avanti II de la década de 1980 requiría de 10 a 12 semanas, según el color especial o los pedidos de tapicería. El último Avanti II fabricado salió de la cadena de producción con un motor V6 de Roush y solo se fabricó uno. Después de la muerte de Nate Altman, Arnold Altman dirigió la empresa hasta que se vendió en 1982. De 1963 a 1985, los Avanti II se construyeron sobre el chasis diseñado por Studebaker; luego se utilizó el chasis del Chevrolet Monte Carlo, que dejó de producirse en 1987; y por último el Avanti se cambió al chasis del Chevrolet Caprice.
| Año  | Motor               | Potencia        | Batalla           | Longitud            | Ancho              | Chasis                   | Transmisión                   | Instrumentación                                                                                                |
| ---- | ------------------- | --------------- | ----------------- | ------------------- | ------------------ | ------------------------ | ----------------------------- | --- |
| 1965 | 327 plg³ (5,4 L) V8 | 300 HP (224 kW) | 109 plg (2769 mm) | 192,5 plg (4890 mm) | 70,4 plg (1788 mm) | Perímetro completo con X | 4-marchas manual o automática | Velocímetro, taquímetro, aforador de combustible, amperímetro, termómetro, presión de aceite, presión de vacío |

### Stephen Blake
El 1 de octubre de 1982, el promotor inmobiliario Stephen H. Blake compró los derechos del Avanti II. El estado de Indiana garantizó 1,9 millones en préstamos a Avanti, como parte del paquete financiero ofrecido a Blake cuando compró la compañía.
Se introdujeron modificaciones en el automóvil, que se había mantenido sin cambios desde que comenzó la producción del modelo Avanti II a mediados de la década de 1960. Un nuevo estilo de carrocería descapotable junto con un chasis de túnel central completamente nuevo y más liviano que fue diseñado por Herb Adams, un ex ingeniero de Pontiac, usando una transmisión por tubo de empuje con una parte trasera de aluminio del Chevrolet Corvette de 1985 y suspensión independiente. Se introdujeron aberturas de faros rectangulares y parachoques de plástico del color de la carrocería. Cada uno de estos coches tardaba de ocho a diez semanas en construirse a mano.
La empresa se declaró en quiebra y el propio Blake renunció a su cargo en febrero de 1986.

## Avanti

### Michael Kelly

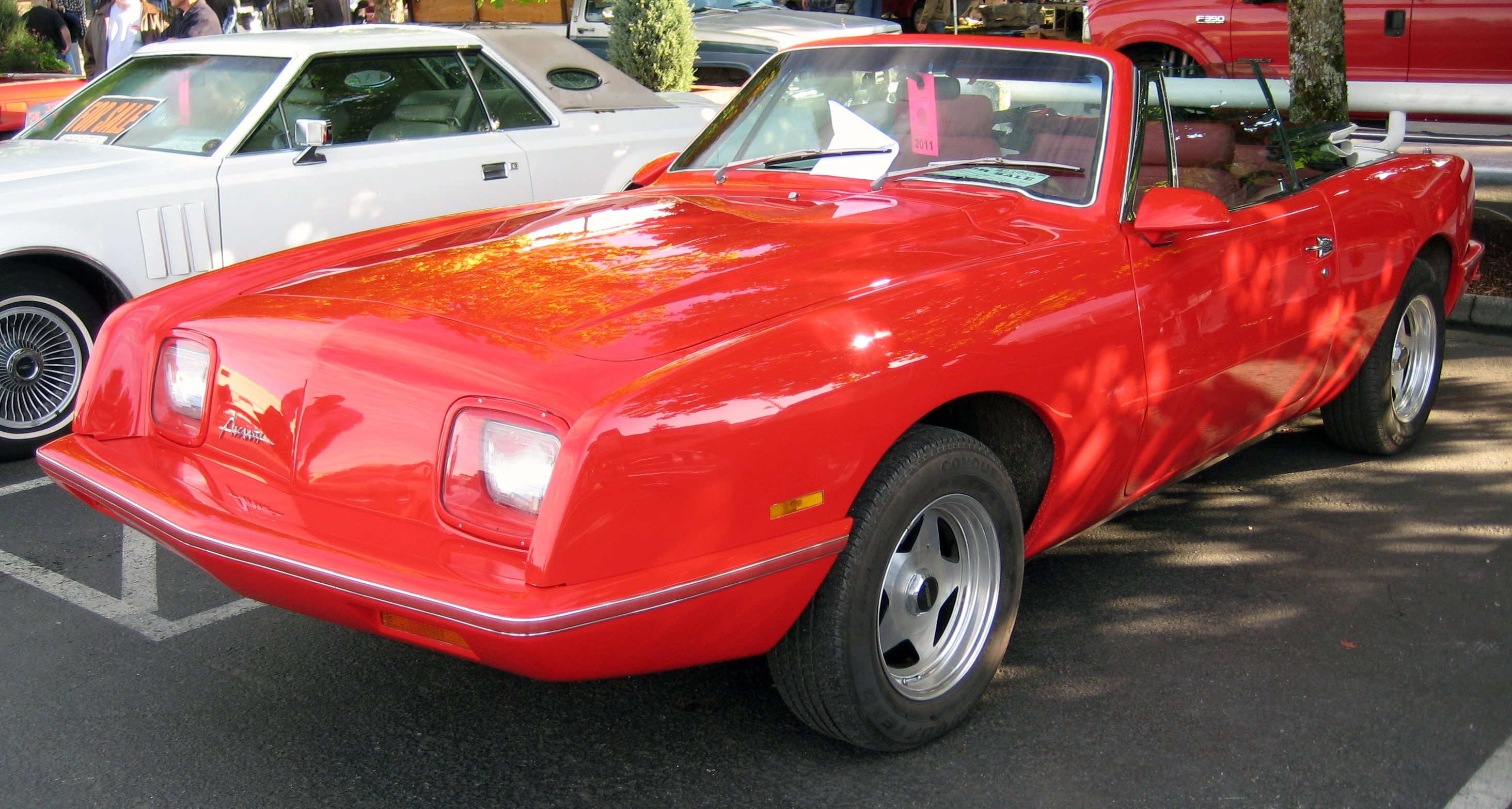
Avanti II Convertible de 1989

Michael Eugene Kelly compró la Avanti Motor Company, y tras reanudarse la producción el "II" se eliminó del nombre del automóvil y todos los coches posteriores se llamaron simplemente "Avanti". Entonces, la compañía adoptó un estilo de segunda generación, ideado por Tom Kellogg, el miembro más joven del equipo de diseño original del Studebaker Avanti.

### Juan Cafaro

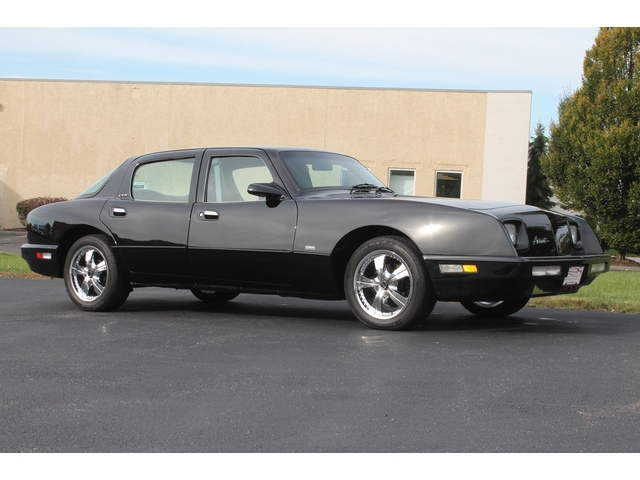
Avanti cuatro puertas sedán de 1991

La empresa fue adquirida y dirigida entre 1987 y 1991 por John J. Cafaro. Con la asistencia financiera del estado de Ohio, trasladó toda la producción del Avanti desde South Bend, su lugar de nacimiento, a Youngstown (Ohio). En 1988 y 1989, Avanti fabricó cupés de dos puertas y un convertible. Los Avanti de 1988 se denominaron modelos del "Año de plata", lo que marca los 25 años desde la introducción del Avanti.
En 1989, Cafaro perdió la fe en el cupé original e introdujo una versión de cuatro puertas, de la que se fabricaron 90 ejemplares. En cuatro años, solo se construyeron 405 Avantis en la planta de Youngstown, que cerró en 1991.

### Recompra de Kelly

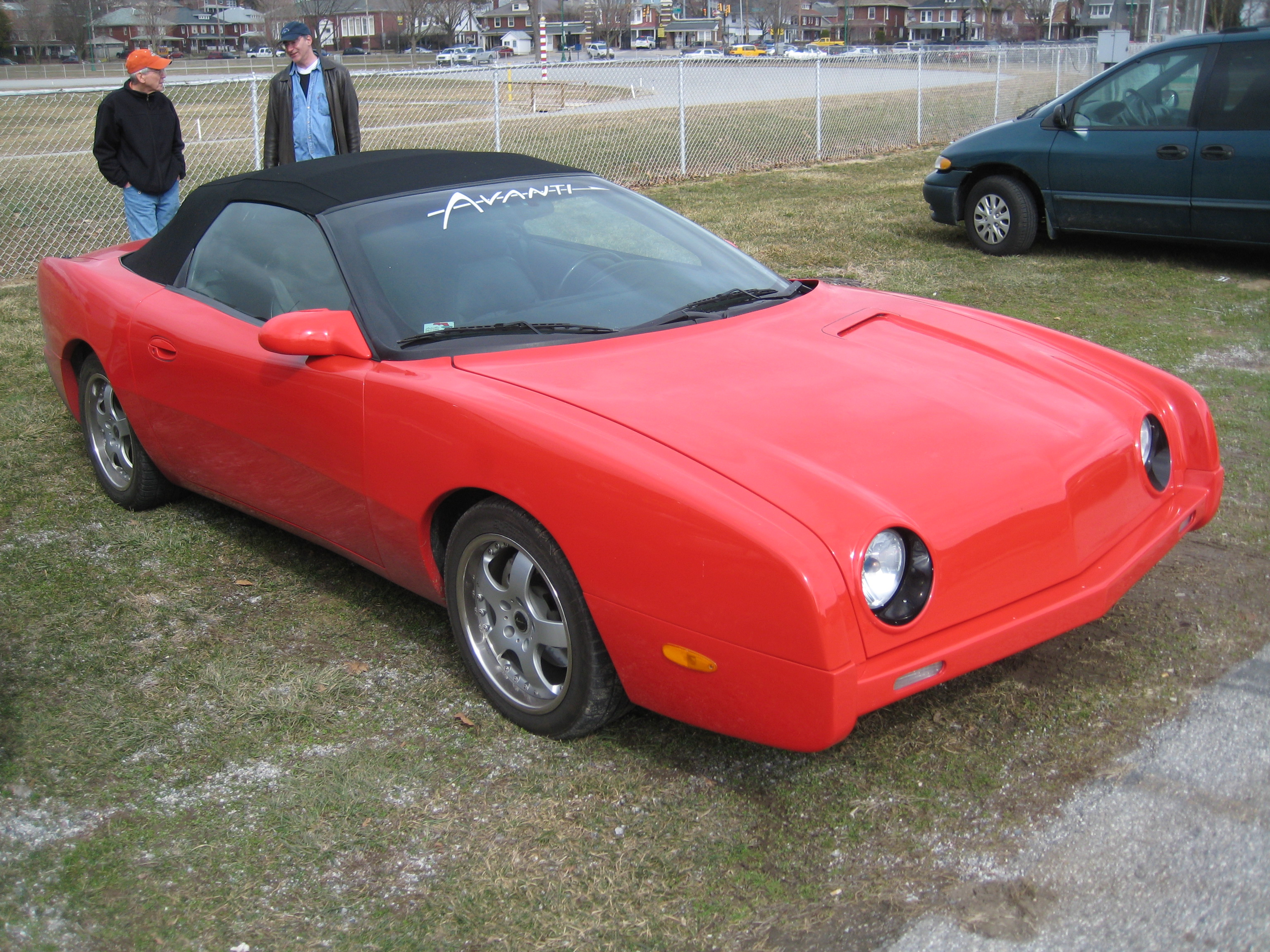
Avanti convertible de 1996-2005

Kelly recompró la empresa en 1999. Trasladó sus operaciones de Ohio a Georgia y produjo automóviles Avanti rediseñados en Villa Rica de 2000 a 2005. A partir de 2004, se utilizaron chasis y motores del Ford Mustang de cuarta generación. En octubre de 2005, un informe de Internet decía que "Avanti Motors [había] anunciado recientemente una nueva relación con Ford Motor Company y estaba planeando un regreso a lo grande".
A principios de 2006, Kelly trasladó la producción del Avanti a una nueva planta en Cancún, México, pero la empresa fracasó después del arresto de Kelly por cargos de fraude en diciembre de 2006, debido a una gran estafa piramidal que estaba organizando.
 El último Avanti salió de la línea de producción en Cancún, México, en marzo de 2006. Todos los Avanti basados en Mustang usaban motores V8, con la opción de un Ford V6. Solo se fabricó un Avanti 2006 con un motor Ford V6. La fábrica y la sala de exposición se vaciaron en 2011 y se vendieron. Muchos protipos extremadamente raros de Studebaker y Avanti, así como algunos vehículos de carreras que estaban en el segundo piso del edificio de Avanti en Cancún, se trasladaron a otros lugares y/o fueron vendidos.

## Lecturas relacionadas
- Hull, John. Avanti: The Complete Story, Estados Unidos: Enthusiast Books (2008). ISBN 978-1583882139
- Hull, John (2011). Avanti: Studebaker and Beyond. Iconografix. ISBN 978-1583882733.
- Severson, Aaron (10 de junio de 2008). «The Unlikely Studebaker: The Birth (and Rebirth) of the Avanti». Ate Up With Motor. Consultado el 2 de diciembre de 2017.